# 拉肯亚达-弗林楚奇
拉肯亚达─弗林楚奇（La Cañada Flintridge）是美国加利福尼亚州洛杉矶县的一座城市，根据2010年人口普查，该地有人口20,246人。该市位于克雷森塔谷和圣盖博谷的西部末端，在帕萨迪纳的西北部。美国国家航空航天局（NASA）属下的喷气推进实验室坐落在帕萨迪纳和拉肯亚达─弗林楚奇之间。

## 历史
在西班牙和墨西哥时代，该地区被称为拉肯亚达农场（Rancho LaCañada）。在城市于1976年成立之前，它包括两个不同的社区，拉肯亚达和弗林楚奇。 拉肯亚达来自西班牙语cañada（发音为“canyada”），意思是峡谷; 弗林楚奇以其开发者美国参议员弗兰克·帕特南·弗林特命名。